# آندریاس کونز
آندریاس کونز (آلمانی: Andreas Kunz؛ ۲۴ ژوئیهٔ ۱۹۴۶ – ۱ ژانویهٔ ۲۰۲۲) اسکی‌باز نوردیک ترکیبی اهل آلمان بود که در مسابقات کشوری و بین‌المللی در مجموع برندهٔ ۱ مدال برنز شده بود.